# Jewett (Ohio)
Jewett es una villa ubicada en el condado de Harrison en el estado estadounidense de Ohio. En el Censo de 2010 tenía una población de 692 habitantes y una densidad poblacional de 524,92 personas por km².

## Geografía
Jewett se encuentra ubicada en las coordenadas 40°22′5″N 81°0′11″O / 40.36806, -81.00306. Según la Oficina del Censo de los Estados Unidos, Jewett tiene una superficie total de 1.32 km², de la cual 1.32 km² corresponden a tierra firme y (0%) 0 km² es agua.

## Demografía
Según el censo de 2010, había 692 personas residiendo en Jewett. La densidad de población era de 524,92 hab./km². De los 692 habitantes, Jewett estaba compuesto por el 96.68% blancos, el 0.29% eran afroamericanos, el 0% eran amerindios, el 0% eran asiáticos, el 0% eran isleños del Pacífico, el 0.14% eran de otras razas y el 2.89% pertenecían a dos o más razas. Del total de la población el 0.14% eran hispanos o latinos de cualquier raza.